# François Miramond de Laroquette
Pour les articles homonymes, voir Miramond et Laroquette.
François Miramond de Laroquette (Riom, 10 septembre 1871 - Paris, 26 juillet 1927) est un médecin militaire français, auteur de nombreuses publications et brevets.

## Biographie
Marie, François, Auguste Miramond de Laroquette est né le 10 septembre 1871 à Riom dans le Puy-de-Dôme, François pour l’état civil, mais il ne sera connu que sous le prénom de Francis sa vie durant.
Quelques jours avant ses 20 ans, il devient « Santard » c’est-à-dire élève de l’école de santé militaire de Lyon et signe un engagement volontaire dans l’armée pour trois ans. Il soutient sa thèse en octobre 1894 et il est nommé médecin stagiaire à l’école d’application du Val de Grâce à Paris. En août 1895 il est médecin aide major de 2e classe au 91e régiment d’infanterie à Charleville-Mézières. Il passe avec succès l’examen de médecin auxiliaire le 17 juillet 1897 et dès le 1er août est promu médecin aide major de 1re classe. Sa première affectation algérienne en novembre 1897 est à l’ambulance de Sidi-Aïssa.
Puis ce sera l’hôpital militaire annexe d’El-Goléa où il reste un an, retour à l’hôpital du Dey à Alger pour 6 mois avant d’intégrer le 5e chasseur d’Afrique en octobre 1899. En Chine après l’épisode dit « des 55 jours de Pékin », un corps expéditionnaire international est mis sur pied pour occuper le territoire chinois et imposer à l'impératrice la paix et la répression des Boxers. Il en fait partie et arrive en octobre 1900, avec son régiment de zouaves. En avril il fête sa promotion de médecin major de 2e classe. À son retour en 1901, il retrouve son Auvergne natale en intégrant le 92e régiment d’infanterie de Clermont-Ferrand en octobre. En septembre 1904 il rejoint le 5e régiment de hussards cantonné à Nancy. Il s’y inscrit à l’attestation d’études supérieures biologiques d’Université. Il rédige un mémoire intitulé « Étude anatomique et mécanique de la ceinture scapulaire ». Il est le premier à considérer la jonction scapulo-thoracique comme une articulation. À Nancy il s’intéresse particulièrement à la luminothérapie, à l’héliothérapie et à la thermothérapie. Il met au point d’un radiateur photo thermique, qu’il fait breveter, puis le 4 mars 1910, un nouveau brevet pour un autre appareil portable destiné à donner des douches d’air chaud.
Après Nancy, il se retrouve à Mâcon au 134e régiment d’infanterie où il arrive en janvier 1911. Dès janvier 1912, il rejoint Alger, au 1er régiment de zouaves comme médecin major. Nouvelle d’affectation, mais sans quitter Alger puisqu’il est nommé à l’hôpital du Dey le 29 janvier 1913. Dans ce pays de soleil, il poursuit ses travaux sur l’influence de la lumière. La guerre est déclarée le 3 août 1914. Le 24, il embarque avec la 3e brigade du Maroc vers la métropole. Très vite il se retrouve sur le front dirigeant la première ambulance de la 3e brigade du Maroc. Son ambulance est à l’orée de la forêt de Laigue et fait figure de modèle de formation sanitaire avancée. Le 17 avril 1915, il est cité à l’ordre de la Brigade avec son ambulance. À son grand désespoir, il doit être évacué à l’arrière pour ictère à la suite d'une cholécystite subaiguë.
Après sa convalescence, il sera affecté au dépôt début juillet 1916. Il ne retrouvera une ambulance que le 17 janvier 1917 comme médecin chef aux armées, adjoint au chef supérieur de la 6e armée. Trois mois plus tard, jour pour jour, il devient médecin divisionnaire de la 126e division. Le 3 juin, il passe médecin principal de 2e classe à titre provisoire et participe à l’attaque du saillant de Verdun le 20 août 1917 où il est gazé. Il se voit cité le 12 septembre à l’ordre de la 15e Armée. La campagne de France s’achève pour lui avec l’année 1917, il regagne l’Algérie pour Noël avec une promotion de directeur adjoint du service de santé de la division d’Alger. Il découvre que l’hôpital du Dey s’appelle maintenant Hôpital Maillot en souvenir de son confrère qui a endigué le paludisme avec la quinine. Il devient membre correspondant de la Société de Pathologie Exotique à ce moment et le sera jusqu’à sa mort.
Le 10 février 1918 son titre de médecin principal de 2e classe lui est attribué à titre définitif. En avril 1919 il est nommé chef du centre de physiothérapie de l’Afrique du Nord à l’Hôpital Maillot. En juin 1920, il est promu officier de la Légion d'honneur pour avoir protégé le drapeau du 7e tirailleurs en 1914. En mars 1921 il est nommé médecin-chef.
Un nouveau tournant apparaît, ses publications antérieures étaient en grande partie consacrées à la lumière, il pratique également la radiologie et commence à publier sur ce thème. Après 32 ans de service effectif, dont 14 ans, 4 mois, 28 jours de campagne, le 16 septembre 1922, Francis est admis à faire valoir ses droits à la retraite. Retraite militaire car il ouvre un cabinet de radiologie à Alger.
Il est décédé le 26 juillet 1927 à Paris. Il est inhumé le 1er août au cimetière de Louyat à Limoges.

## Publications, communications, brevets et récompenses
(janvier 2023).
- Contribution à l’étude des exostoses sous unguéales (structure et pathogénie). Thèse 1895 Lyon
- Étude de la vaccine et variolisation en Algérie

Académie de Médecine, Paris, séance du 15 mai 1900
recevra la médaille de vermeil de l’Académie de Médecine pour ce travail.
Académie de Médecine, Paris, séance du 18 décembre 1900
- Du rôle des mouches comme agent de dissémination des germes des infections intestinales notamment de la fièvre typhoïde

Référence et date inconnues
- Note sur le mode de fixation (préparation ?) de la gaze à pansement

Le caducée 1903
- Mémoire sur la sclérose latérale amyotrophique

Revue de médecine 1904
- Note sur un cas de tétanos spontané

Le caducée 1905
- Étiologie de la tuberculose infectieuse

Référence inconnue, 1906
- Étiologie de la fièvre typhoïde

Congrès de Berlin 1907
- Attestation d’études supérieures biologiques d’Université

Faculté de Médecine de Nancy
Sujet du mémoire : Étude anatomique et mécanique de la ceinture scapulaire
Admis avec éloges 19 juillet 1907
reçoit le Prix Larrey de l’Académie des Sciences pour ce travail sur la ceinture scapulaire
Académie des Sciences, Paris, séance du 19 décembre 1910,
Comptes-rendus hebdomadaires des séances, tome 151, juin- décembre 1910, p 1236-38
Disponible sur le site https://gallica.bnf.fr/
- Brevet d’invention no 388 299 – Radiateur photo-thermique

Demandé le 19 mars 1908, délivré le 27 mai 1908, publié le 7 août 1908
République Française – Office National de la Propriété industrielle. 3p
- Action thérapeutique des bains de lumière

Référence inconnue, 1908
- Action physiologique et thérapeutique de la lumière électrique à incandescence.

Société de médecine de Nancy, décembre 1908
- Action et emploi thérapeutiques de la lumière électrique à incandescence

Bulletin médical, 13 janvier 1909
- Action thérapeutique de la douche d’air chaud

Référence inconnue, 1909
- An improved light and heat radiating medical appliance no 2518

Date of application in France 19th march 1908, date of application in the United Kingdom 2nd february 1909, accepted 1st april 1909
Printed for his Majesty’s Stationery Office by Love & Malcomson, Ltd – 1909. 4p
Disponible sur le site http://ep.espacenet.com
- De la thermophotothérapie par les bains de lumière électrique à incandescence. Radiateur photothermique, A. Helmreich électricien-constructeur

Imprimerie Albert Barbier, Nancy, 1909
- Analogies et différences d’action des bains locaux de lumière électrique à incandescence et des bains d’air chaud

Congrès international de physiothérapie, Paris, 13 avril 1909
- Etude anatomique et mécanique de la ceinture scapulaire

Revue d’Orthopédie, Tome 10, no 4 juillet 1909, p 311-338, no 5 septembre 1909, p 399-462, no 6 novembre 1909, p 537-571.
- Transport des blessés à dos de chameau de la région saharienne

Référence inconnue, 1910
- Improvements in portable apparatus for hot air treatement no 5447

Date of application 4th march 1910 – accepted 18th august 1910
Printed for his Majesty’s Stationery Office by Love & Malcomson, Ltd – 1910. 3p
Disponible sur le site http://ep.espacenet.com
- Effets du surchauffage lumineux de l’abdomen après interventions chirurgicales

Revue clinique médico-chirurgicale « accidents du travail » no 6, 1er juin 1910, p 142-43Disponible sur le site https://gallica.bnf.fr/
- De la participation normale de l’omoplate au mouvement d’abduction et d’élévation du bras

Revue clinique médico-chirurgicale « accidents du travail » no 7, 1er juillet 1910, p 152-60
Disponible sur le site https://gallica.bnf.fr/
- Questions de gradations et de mesure concernant les bains de lumière

Arch. d’Electr. Med., 1910, no 297 - autre réf 23 février 1909
- Les frottements sous-scapulaires

Arch. gén. de Méd. 1910, p705
- 1re addition au brevet d’invention no 388 299 – Addition no 13 200

Radiateur photo-thermique
Demandé le 24 septembre 1910, délivré le 5 décembre 1910, publié le 9 février 1911
République Française – Office National de la Propriété industrielle. 3p
Disponible sur le site http://ep.espacenet.com
- Traitement des diarrhées coloniales chroniques par le surchauffage lumineux électrique de l’abdomen

40e congrès de l’Association Française pour l’Avancement des Sciences, Dijon, août 1911
Compte-rendu de la 40e session, tome 3, p 991-94
Paris, Masson 1912
Disponible sur le site https://gallica.bnf.fr/
- Rapport sur les altérations et conservation des œufs

40e congrès de l’Association Française pour l’Avancement des Sciences, Dijon, août 1911
Compte-rendu de la 40e session, tome 4, p 1180-5
Paris, Masson 1912
Disponible sur le site https://gallica.bnf.fr/
- Sur l’érythème solaire et la pigmentation

Congrès international de Radiologie, Prague, 1912
- Sur l’érythème solaire et la pigmentation

Le Monde médical, no 471, 1912
- Traitement des accidents du travail par le sur-chauffage lumineux électrique

Revue clinique médico-chirurgicale « accidents du travail » no 1 et 2, Janvier-Février 1912, p 2-11
Disponible sur le site https://gallica.bnf.fr/
- Expériences sur les lumières de couleur

Paris-Médical, juillet 1912
- Bains de lumière de couleur

41e congrès de l’Association Française pour l’Avancement des Sciences, Nîmes, août 1912
- Actions des bains de lumière naturelle et artificielle

Arch. d’Electr. Med., 1912, no 338, p1097
- Titre inconnu (sujet consacré aux bains de lumière)

Société française d’électrothérapie et de radiologie, février 1913
- Expériences sur la nutrition par la chaleur

42e congrès de l’Association Française pour l’Avancement des Sciences, Tunis, mars 1913
Procès verbaux de la 42e session, p 155
Paris, Masson 1914
- Discours d’ouverture – La physiothérapie des blessés de guerre

42e congrès de l’Association Française pour l’Avancement des Sciences, Tunis, mars 1913
Compte-rendu de la 42e session, p 622-5
Paris, Masson 1914
Disponibles sur le site https://gallica.bnf.fr/
- Mesure radiographique des mouvements de l’épaule

42e congrès de l’Association Française pour l’Avancement des Sciences, Tunis, mars 1913
Compte-rendu de la 42e session, p 625-9
Paris, Masson 1914
Disponible sur le site https://gallica.bnf.fr/
- Nouveau procédé de découverte des corps étrangers

Académie des Sciences, Paris, séance du 21 juillet 1913,
Comptes-rendus hebdomadaires des séances, rubrique Chirurgie, tome 157, juillet-décembre 1913, pages 238-41
Disponibles sur le site https://gallica.bnf.fr/
- Agrandissement et déviation des images radiographiques

Bull. Soc. franç. de Phys. janvier 1914
- Variations de la ration alimentaire et du poids du corps sous l'action du rayonnement solaire dans les diverses saisons. Nutrition par la chaleur

Académie des Sciences, Paris, séance du 23 février 1914,
Comptes-rendus hebdomadaires des séances, rubrique Physiologie, tome 158, janvier-juin 1914, pages 586-88
Disponibles sur le site https://gallica.bnf.fr/
- Sur l’absorption du rayonnement solaire par la peau et son utilisation dans l’économie animale

Bull. Soc. Pathologie exotique, no 5, mai 1914, 406-10
- Expériences sur l’action biotique des diverses radiations solaires

VIIe Congrès international de radiologie, Lyon, juillet 1914
- Table des coefficients d’agrandissement des images radiographiques utilisable pour la localisation des projectiles dans les tissus

Académie des Sciences, Paris, séance du 15 mars 1915,
Comptes-rendus hebdomadaires des séances, rubrique Chirurgie, tome 160, janvier-juin 1915, p. 453-6
Disponibles sur le site https://gallica.bnf.fr/
- Action biotique de la lumière solaire. Cure solaire des blessés en hiver

Bull. Ac. de Médecine, nov. 1915
- Traitement des blessés dans une ambulance de première ligne

Paris Médical, nov. 1915
- Le sens phototropique des plantes

La nature, no 2254, 9 décembre 1916
Disponible sur le site gloubik.info
- Atlas d’anatomie pour l’électrodiagnostic et la physiothérapie

Paris, J.B. Baillière et fils, 1918
- Expériences sur l’action bactéricide de la lumière solaire (Lumière blanche totale et lumières partielles ou de couleurs)

Annales de l’Institut Pasteur 1918, 32, 170-92
- La vie des plantes en lumière de couleur

La nature, 22 février 1919
- Influence de la lumière sur la fructification d'une agaricacée en culture pure

avec Dr R. Maire
Bulletin de la Société d'Histoire Naturelle de l'Afrique du Nord, tome 10, no 5, mai 1919, 94-106.
- Héliothérapie méthodique

Arch. de Med. et Pharm. Milit., décembre 1919
recevra la Médaille d’argent du ministère des armées le 30 décembre 1923 pour ce travail
- Technique de la cure solaire

Monde médical, no 571, mai 1920, 205-14
- Sur la végétation des plantes en lumière de couleur

Bulletin de la Société d'Histoire Naturelle de l'Afrique du Nord, tome 11, no 6, juin 1920, 94-9.
- Atlas for electro-diagnosis and therapeutics,

authorised translation by Mary Gregson Cheetham, with foreword by Robert Knox.
London, Bailliere, Tindall and Cox, 1920.
Disponible sur le site https://archive.org/index.php, puis “search” mot clé : « Electrotherapeutics »
- Analogies et différences d'actions biologiques des diverses radiations du spectre solaire

Académie des Sciences, Paris, séance du 12 juillet 1920,
Comptes-rendus hebdomadaires des séances, rubrique Biologie, tome 171, juin- décembre 1920, pages 128-31
Disponible sur le site https://gallica.bnf.fr/
- Mesure du pouvoir moyen de pénétration d'un faisceau de rayons X par un nouveau procédé radiochromométrique

Académie des Sciences, Paris, séance du 27 février 1922,
Comptes-rendus hebdomadaires des séances, rubrique Physique, tome 174, janvier-juin 1922, pages 604-7
Disponible sur le site https://gallica.bnf.fr/
- Balance radiologique pour le dosage de rayons X en radiographie et radiothérapie

Monde médical, 1er décembre 1922, 750-58
- Communication sur des cultures de Mucor mucedo dont une partie a été soustraite à l'influence de la lumière

Bulletin de la Société d'Histoire Naturelle de l'Afrique du Nord, tome 13, no 9, décembre 1922, 270.
- La dose d’érythème ou d’épilation temporaire

Sa mesure ionométrique. Quantités incidentes et quantités absorbées pour des rayons de diverses longueurs d'onde.
Journal de radiologie, vol. 13, fasc. 5, 1924.
- Mesure ionométrique des rayons X incidents par unité de surface et des rayons X absorbés par unité de volume

Académie des Sciences, Paris, séance du 22 mars 1926,
Comptes-rendus hebdomadaires des séances, rubrique Radiologie, tome 182, janvier-juin 1926, pages 771-3
Disponible sur le site https://gallica.bnf.fr/
- Courbes et tableaux numériques moyens en unités R centimétriques des quantités incidentes et ab-sorbées et des doses d’érythème de divers rayon-nements L employés en radiothérapie

51e congrès de l’Association Française pour l’Avancement des Sciences, Constantine, avril 1927
Compte-rendu de la 51e session, p 464-68
Paris, Masson 1927
Disponible sur le site https://gallica.bnf.fr/
- Présentation d’un périscope pour le centrage des tubes

51e congrès de l’Association Française pour l’Avancement des Sciences, Constantine, avril 1927
Compte-rendu de la 51e session, p 477
Paris, Masson 1927
Disponible sur le site https://gallica.bnf.fr/
- Traitement de la teigne faveuse organisé en 1920 pour les recrues indigènes d’Algérie

51e congrès de l’Association Française pour l’Avancement des Sciences, Constantine, avril 1927
Compte-rendu de la 51e session, p 483
Paris, Masson 1927
Disponible sur le site https://gallica.bnf.fr/

## Campagnes et décorations du Docteur Miramond de Laroquette
32 ans de service effectif, dont 14 ans, 4 mois, 28 jours de campagne
- Du 3 décembre 1897 au 6 mai 1898 : Opérations militaires en Algérie
- Du 7 mai 1898 au 7 juin 1899 : Opérations militaires dans les régions sahariennes
- Du 8 juin 1899 au 25 août 1900 : Opérations militaires en Algérie
- Du 26 août 1900 au 11 octobre 1900 : A bord du Britannia avec le corps expéditionnaire de Chine
- Du 12 octobre 1900 au 11 août 1901 : Campagne de Chine
- Du 19 janvier 1912 au 4 juin 1912 : Opérations militaires en Algérie
- Du 5 octobre 1912 au 1er août 1914 : Opérations militaires en Algérie
- 2 août 1914 : Mobilisation générale
- Du 2 août 1914 au 23 août 1914 : En Algérie
- 24 août 1914 : Embarque à bord du « Carthage » à Alger
- Du 24 août 1914 au 23 décembre 1917 : Campagne de France
- Du 24 décembre 1917 au 11 novembre 1918 : Algérie
- Du 12 novembre 1918 au 20 juin 1922 : Algérie
- Du 21 juin 1922 au 30 septembre 1922 : Algérie

Décorations militaires françaises :
- Chevalier de la Légion d’honneur (31 décembre 1913),
- Officier de la Légion d’honneur à titre exceptionnel (1) pour fait de guerre (2), 16 juin 1920,
- Médaille de Chine (vermeil)

Décoration militaire étrangère :
- Médaille du Nicham Iftikar (Tunisie)
- 17 avril 1915 Citation à l’ordre de la Brigade, 3e Brigade du Maroc
- Le Général Cherrier, commandant la 3e Brigade du Maroc, cite à l’ordre de la Brigade l’ambulance de la Brigade

« Depuis 8 mois, l’ambulance de la brigade sous les ordres du médecin major de 1re classe Miramond de Laroquette n’a cessé ni jour ni nuit d’être en action comme ambulance de première ligne. Elle a soigné plus de 3000 blessés et pourvu à leur transport des postes de secours à l’ambulance et de l’ambulance à l’arrière. Elle a satisfait à toutes les nécessités du service dans des conditions très difficiles et plusieurs fois sous le feu notamment à Tracy le Mont et Nervaise. Tout son personnel a fait preuve d’énergie et de dévouement. »
- 12 septembre 1917 Citation à l’ordre de la 15e Armée

« A organisé avec une intelligente activité et un entrain passionné en payant de sa personne le service des évacuations de la 126e division d’infanterie qui grâce à lui a fonctionné à merveille, une organisation dont les rouages étaient en parfaite harmonie dans les attaques des 20 et 21 août 1917. »
(1) : Titre exceptionnel car il ne s’était pas écoulé suffisamment de temps depuis sa nomination comme chevalier
(2) : A reçu dans son ambulance, protégé, conservé dans ses affaires personnelles le drapeau du 7°régiment de tirailleurs pendant quelques jours à partir du 19 septembre 1914, alors qu’il se trouvait de 1500 à 1800 mètres de l’ennemi et que les jours précédents, le personnel de deux autres ambulances avait été fait prisonnier.

## Sources
- Petitdant B. : Docteur François Miramond de Laroquette (1871-1927) 1re partie

Société Internationale d’Histoire de la Médecine.
Vésalius, XIII, 1, 34-9, 2007.
- Petitdant B. : Docteur François Miramond de Laroquette (1871-1927) 2e partie

Société Internationale d’Histoire de la Médecine.
Vésalius, XIII, 2, 82-91, 2007.
- Service historique de l’Armée de terre, Château de Vincennes. Dossier 8 YE 5852.
- Petitdant B. : Le radiateur photothermique du Docteur Miramond de Laroquette

Clystère no 4,2011,2-6. E-revue de l'objet médical ancien [www.clystere.com].